# پیبلز
پیبلز (به انگلیسی: Peebles) یک شهرک در اسکاتلند است که در اسکاتیش بوردرز واقع شده‌است. پیبلز ۸٬۱۵۹ نفر جمعیت دارد.

## خواهرخوانده
شهر اندی (کمون) خواهرخواندهٔ پیبلز هست.